# جان آدامز جونیور
جان آدامز جونیور (.John Adams Jr) (زادهٔ ۱۴ اوت ۱۹۰۶ – درگذشتهٔ ۱۹ آوریل ۱۹۹۹)، وکیل، سیاستمدار جمهوری‌خواه و عضو مجلس قانونگذاری نبراسکا بود. او در کلمبیا، ایالت کارولینای جنوبی چشم به جهان گشود و از سال ۱۹۲۳، ساکن اوماها، ایالت نبراسکا شد. او در آخرین جلسهٔ مجلس نمایندگان نبراسکا خدمت و تنها عضو سیاهپوست در اولین نشست مجلس مقننهٔ نبراسکا در سال ۱۹۳۷ بود که تا سال ۱۹۴۱ در آنجا خدمت کرد. روزنامهٔ اوماها ورلد هرالد، آدامز را یکی از ۱۶ عضو شایستهٔ مجلس قانونگذاری معرفی کرد. او زمانی که در مجلس بود، برای اولین بار موضوع مسکن دولتی را مطرح و از دیگر قوانین تسهیلات رفاهی حمایت کرد. او در همایش ملی جمهوری‌خواهان در سال ۱۹۳۶، با درجهٔ افتخاری مأمور حفظ نظم جلسه و همچنین در زمان جنگ جهانی دوم به عنوان دادرس ارتش در پایگاه نظامی کمپ نایت در اوکلند، ایالت کالیفرنیا خدمت کرد.

## زندگی
آدامز در ۱۴ اوت ۱۹۰۶ در کلمبیا، ایالت کارولینای جنوبی چشم به جهان گشود. والدینش، کشیش جان آدامز سینیور و هتی (بومن) آدامز بودند. پدرش، وکیل و کشیش کلیسای اسقفی متدیست آفریقایی بود و به دنبال پسرش از سال ۱۹۴۹ تا زمان مرگش در سال ۱۹۶۲ در مجلس مقننه خدمت کرد. آدامز پیش از نقل مکان خانواده‌اش به نبراسکا در سال ۱۹۲۳، در دبیرستان پوئبلو (کلاس ۱۹۲۳) در شهر پوئبلو، ایالت کلرادو تحصیل کرد. در سال ۱۹۲۹، او یکی از ۲۱ دانشجوی سیاه‌پوست و تنها فرد سیاهپوست در دانشکدهٔ حقوق در دانشگاه نبراسکا-لینکلن بود (او همچنین مدرک کارشناسی خود را از دانشگاه نبراسکا-لینکلن در سال ۱۹۲۷ دریافت کرد). آدامز عضو گروه بوکس جوانان بود و در مسابقات قهرمانی بوکس بزرگسالان اتحادیه ورزشکاران آماتور در آوریل ۱۹۲۹، در ردهٔ میان‌وزن (۱۶۰ پوند) پس از جو بان به مقام دوم رسید. برادرانش، رالف دبلیو و هارولد اس نیز از فارغ‌التحصیلان دانشگاه نبراسکا-لینکلن بودند و رالف دبلیو فارغ‌التحصیل دانشکدهٔ حقوق و وکیلی در اوماها بود. آدامز در آوریل ۱۹۳۲‏ به عنوان افسر پیاده‌نظام در جنگ جهانی دوم نام‌نویسی کرد و همزمان با دادرسی دادگاه نظامی در پایگاه کمپ نایت در اوکلند، ایالت کالیفرنیا به درجهٔ سروانی ارتقا یافت. رالف و هارولد نیز در جنگ خدمت کردند. آدامز به کالیفرنیا بازگشت و در حوزهٔ قوانین املاک و مستغلات تخصص گرفت. او در کالیفرنیا همچنان حامی حزب جمهوری‌خواه بود و در انتخابات فرمانداری رونالد ریگان مشارکت داشت. با این حال، او اظهار کرده که در انتخابات ریاست‌جمهوری، به جای ریگان به جیمی کارتر رأی داده‌است.

## قانون
آدامز در بدو امر، وکیل جنایی بود و گهگاه در پرونده‌های حقوق مدنی مشارکت می‌کرد. در یک مورد، او از رستورانی که از ارائهٔ خدمات به او و همسرش خودداری کرده بود، شکایت کرد. زمانی که پلیس آمد و اظهار داشت که طبق قانون، آنها باید به آدامز خدمات دهند، رستوران، همبرگری شور که «غیرقابل خوردن» بود را به آنها داد. پلیس در بدو امر به آدامز گفت که آنها فرم دادخواهی حقوق مدنی ندارند، از این رو، او مجبور شد که خودش فرم را تایپ کند. در نهایت، پرونده به دادگاه رفت و قاضی لستر پالمر، رستوران را مقصر اعلام و جریمه‌ای ۴۰ دلاری صادر کرد. زمانی که رستوران موافقت کرد که سیاست کاری خود را تغییر دهد، شکایت و جریمه باطل شدند. در حادثه‌ای دیگر، آدامز به دلیل امتناع از رفتن به قسمت سیاه‌پوستان در لژ یک سینما دستگیر شد. زمانی که آدامز به پاسگاه پلیس رسید، رئیس پلیس (رابرت سماردیک) آدامز را آزاد و افسر را توبیخ کرد. آدامز همچنین عضو فعال انجمن ملی برای پیشرفت رنگین‌پوستان بود. او در اواخر زندگیش، به عنوان وکیل املاک مشغول به کار بود. آدامز اولین وکیل سیاه‌پوست از نسل دوم در نبراسکا بود و کمتر از دو سال پس از فارغ‌التحصیلی از دانشکدهٔ حقوق، پرونده‌ای را در ستره دادگاه عالی نبراسکا به دست گرفت.

## فعالیت سیاسی
اولین مبارزهٔ انتخاباتی جان آدامز جونیور مربوط به مجلس قانونگذاری ایالتی در سال ۱۹۳۲ بود که در برابر کاندید دموکرات، ادوارد جی دوگان، در ناحیهٔ دهم نامزد شد (آدامز با ۱۴۰۲ رأی از دوگان با ۲۵۹۴ رأی شکست خورد). در سال ۱۹۳۴، آدامز در انتخابات ناحیهٔ نهم در برابر دموکرات وقت، جانی اوون، و مأمور پلیس دن فیلیپس پیروز شد (۱۳۰۸ رأی در برابر ۱۲۰۷ و ۱۱۸۳ رأی). آدامز جانشین جانی اوون شد که در سال ۱۹۳۳، در دور نخست انتخاب شده بود. همتای پیشین جمهوری‌خواه اوون در ناحیهٔ نهم، جان اندرو سینگلتون، دندانپزشکی سیاه‌پوست بود که آدامز قبلاً در تشکیل سازمان سیاسی سیاهپوستان تلفیقی در مارس ۱۹۳۳ با او همکاری کرده بود. همچنین جان او وود، اندرو استوارت و هری اندرسون در شورای اجرایی این سازمان حضور داشتند.
در سال ۱۹۳۶، آدامز مخالف تغییر مجلس نبراسکا به فرم تک مجلسی بود. او در ناحیهٔ نهم مجلس شورا، منطقه‌ای که محدود به خیابان کامینگ، خیابان پرت، خیابان ۴۲ و رودخانهٔ میزوری بود، خدمت کرد. ناحیهٔ جدید او، یعنی ناحیهٔ پنجم در شورای تک مجلسی، به سمت شمال تا خیابان‌های ایمز و اسپرگ گسترش یافته و باعث افزایش میزان رأی دهندگان سفیدپوست شده بود. با وجود این، در انتخابات سال ۱۹۳۷، بیش از ۸۰ درصد رأی دهندگان آدامز، سفیدپوست بودند و او توانست کاندید دموکرات سفیدپوست، ادگار دی تامپسون را شکست دهد (۷۳۱۳ رأی در برابر ۶۶۸۱ رأی). آدامز در این انتخابات، مخالفتش با مالیات بر فروش و درآمد، حمایتش از انتصاب فرماندار در برابر انتخابات قضات و حمایتش از بیمهٔ بیکاری و تأمین مالی آموزشی را بیان کرد. در انتخابات مجلس قانونگذاری ۱۹۳۹، آدامز جونیور توانست با مخالفت علیه مالیات‌های جدید،  هری فاستر (۵۸۰۸ رأی در برابر ۵۶۳۲ رأی) را شکست دهد. همچنین در انتخابات مجلس قانونگذاری ۱۹۴۱، آدامز جونیور توانست با مخالفت علیه مالیات‌های جدید و حمایت از اصلاحات مختلف در دولت و روند قانونگذاری،  هری فاستر را شکست دهد (۸۵۱۵ رأی در برابر ۷۹۰۵ رأی). در انتخابات ۱۹۴۲، آدامز پس از بحث دربارهٔ نوسازی شیوهٔ اداری شهرستان داگلاس، از فاستر (۴۱۷۵ رأی در برابر ۳۹۵۷ رأی) شکست خورد.